# Марио Теран
Марио Теран Салазар (на испански: Mario Terán Salazar) (роден на 9 април 1942 г. в Кочабамба; † 10 март 2022 г. в Санта Крус де ла Сиера) е сержант в боливийската армия. Той стана известен с разстрела на Че Гевара.
Марио Теран е доброволец да извърши екзекуцията на Че Гевара на 9 октомври 1967 г. в боливийското село Ла Хигера. Тогава Теран е скрит от боливийските тайни служби, защото се страхуват от отмъщение от страна на Куба. От тези политици и военни офицери, замесени в смъртта на Че, шестима вече са починали от неестествена смърт: те са били убити или загинали при злополуки, включително тогавашният президент Рене Бариентос Ортуньо, който се разбива с хеликоптер.
През 2007 г. Марио Теран отново привлича международното внимание, когато стана известно, че кубинските лекари са възстановили зрението на човек, страдащ от катаракта, като част от операция „Милагро“ (лечение с лазер).
Марио Теран е женен и има пет деца. Живее като пенсиониран военен в столицата на провинцията Санта Круз де ла Сиера. Той почива там от рак на простатата във военна болница на 10 март 2022 г. на 79 годишна възраст.
Теран казва в интервю веднага след екзекуцията на Гевара: „Това беше най-лошият момент в живота ми. В този момент видях Че голям, много голям, огромен и очите му светнаха. „Стой спокоен“ ми каза той „и се прицели добре, ще убиеш човек“. Затова направих крачка назад към вратата, затворих очи и стрелях.“